# Gymnobracon fasciatus
Gymnobracon fasciatus är en stekelart som först beskrevs av Brulle 1846.  Gymnobracon fasciatus ingår i släktet Gymnobracon och familjen bracksteklar. Inga underarter finns listade i Catalogue of Life.